# Monumento al General Ignacio Zaragoza
El Monumento al General Ignacio Zaragoza es una obra arquitectónica y un mausoleo dedicado a la conmemoración de la batalla de Puebla. La idea del mausoleo fue concebida por el gobernador Alfredo Toxqui Fernández de Lara, Se reutilizó la escultura en bronce del general Ignacio Zaragoza realizada por el escultor Jesús F. Contreras y que originalmente se hallaba en la Plazuela del Calvario de la Ciudad de Puebla.
Actualmente se encuentra en la Zona Cívica de los Fuertes de Loreto y Guadalupe en la Ciudad de Puebla de Zaragoza

## Historia
La primera piedra de este monumento fue colocada por el gobernador Mucio P. Martínez el 5 de mayo de 1895 en la esquina sur poniente de la hoy extinta Plazuela de las Piadosas para marcar el comienzo de la recién trazada carretera a los Fuertes de Loreto y Guadalupe, escenario de la batalla de Puebla.
La obra escultórica fue realizada por el escultor Jesús F. Contreras y el vaciado en bronce realizado por la Fundición Artística Mexicana de la Ciudad de México. La obra completa fue develada por el presidente de México Porfirio Díaz el 22 de noviembre de 1896.
Podemos conocer su aspecto primitivo gracias a una descripción publicada en el Semanario Ilustrado el 19 de marzo de 1899:
Se compone de un zócalo de piedra y un pedestal de granito, cuya base es un cuadrado entrecortado por cuatro escalinatas. Sobre el pedestal reposa la estatua que representa al héroe del 5 de mayo en arrogante montura, con la cabeza descubierta, vistiendo el uniforme de su alta jerarquía militar y señalando con el índice de la mano derecha el cerro de Guadalupe. Adornan la base del monumento dos relieves que representan: uno la revista pasada al ejército la víspera de empeñarse la acción, y el otro el acto del combate librado el memorable 5 de mayo de 1862. 
En el costado Oriente se lee: "A Zaragoza"  y en el Poniente: "El estado de Puebla durante la Admon. del C. Gral Mucio P. Martínez. 1896"
En los relieves de la parte baja del pedestal se leen los siguientes nombres: 
"F. Berriozábal. M. Negrete A. Alvarez F. LaMadrid. J. Colombres P. Díaz Z.Rodrigues e I. Mejía."
El monumento está cercado por una reja de fierro.
En 1936 la Plazuela de las Piadosas fue cercada y convertida en un jardín aledaño al Centro Deportivo Juventud Revolucionaria, inaugurado por el presidente Lázaro Cárdenas. El monumento permaneció dentro del jardín hasta 1956 cuando fue trasladado a la Unidad Cívica 5 de Mayo.

## El Mausoleo
El gobernador Dr., Alfredo Toxqui Fernández de Lara entonces gobernador de la Entidad, concibió la idea de rendir tributo al Gral. Ignacio Zaragoza en el sitio de su mayor gloria: los Fuertes de Loreto y Guadalupe. Se decretó entonces que los restos del general, que reposaban en el Panteón de San Fernando de la Ciudad de México fueran trasladados a la Ciudad de Puebla, por lo que se proyectó la construcción de un magno mausoleo, obra que quedó a cargo de la Dirección de Obras Públicas cuyo responsable era el arquitecto Ricardo Hernández Franco que fungió como director y coordinador de la obra, y el Arq. Víctor Manuel Terán Bonilla como director y constructor del proyecto junto a un equipo de colaboradores. 
El nuevo mausoleo sustituyó la antigua base de granito de la escultura ecuestre, reemplazándola con un pedestal que eleva la escultura del General Zaragoza a 25 metros de altura. Dicho pedestal se yergue en el vértice de una gran fuente monumental ovalada orientada en el sentido de la Calzada Ignacio Zaragoza que comunica la capital poblana con la autopista México-Puebla.
- Datos: Q59510383
- Multimedia: Equestrian monument of Ignacio Zaragoza, Puebla / Q59510383